# ONE (DAY-BREAKの曲)
「ONE」（ワン）は、DAY-BREAKの1枚目のシングル。2000年5月17日にポニーキャニオンよりリリース。

## 解説
表題曲は、テレビアニメ『妖しのセレス』エンディングテーマ。

## 収録曲
- 全曲、作詞：森由里子　作曲・編曲：酒井良

1. ONE〜この世が果てても離れない〜
2. ONE-The Other ONE- (リミックス)
3. ONE〜この世が果てても離れない〜 (ヴォーカル・オフ)

## 収録アルバム
- 『妖しのセレス オリジナル・サウンドトラック』（#1）